# Académica da Praia

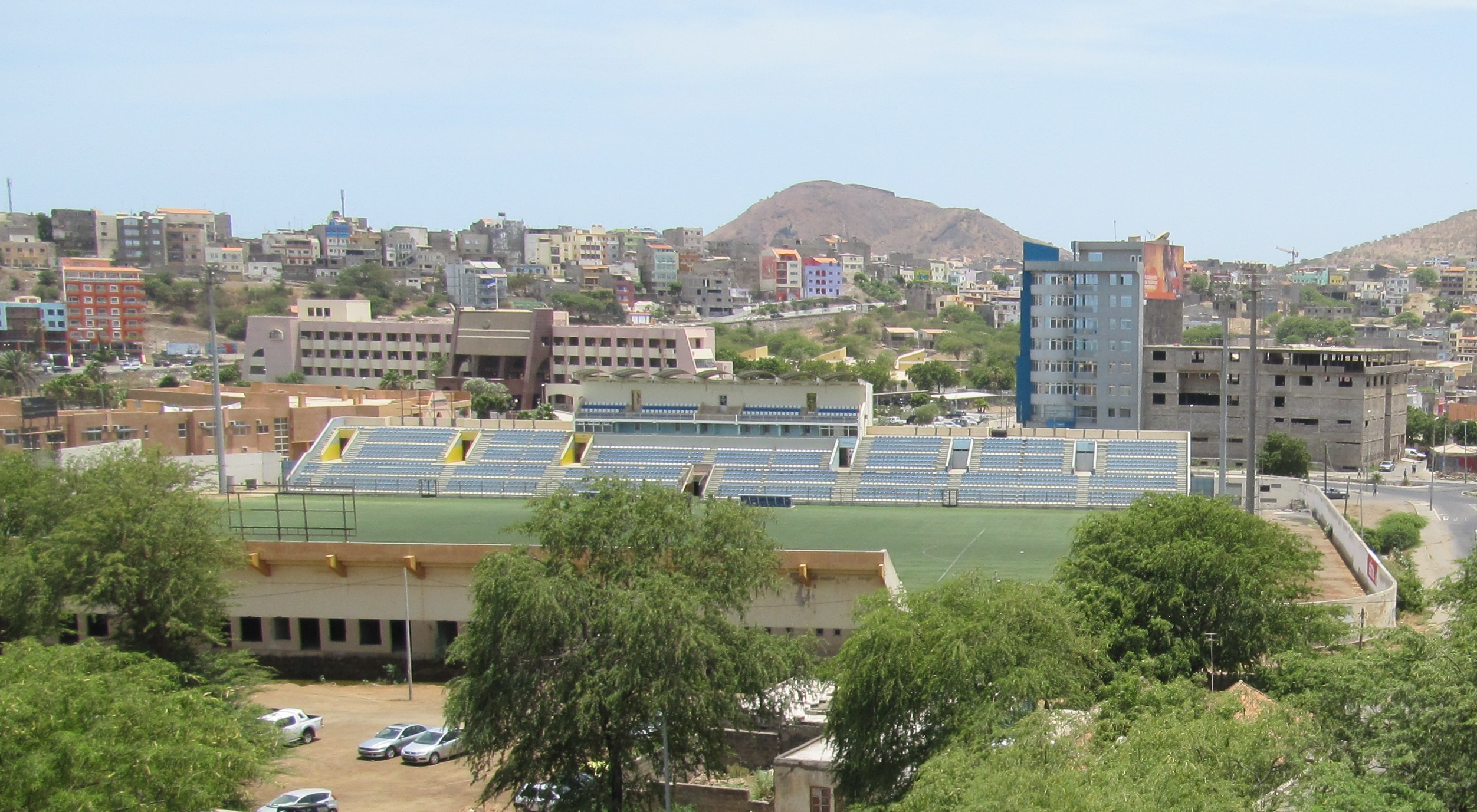
Estádio da Várzea, de stadion van Académica da Praia

Associação Académica da Praia is een Kaapverdische voetbalclub uit de hoofdstad Praia. De club deelt een stadion met andere grote clubs, Sporting Praia en CD Travadores. De club werd kampioen in 1965, al is dit geen officiële titel omdat het land toen nog niet onafhankelijk was.

## Erelijst
Landskampioen
1965
Santiago Island League
1988/89
Santiago Island League (Zuid)
2003/04, 2008/09
Taça de Cabo Verde
2007

## Voorzitters
- Celestino Mascarenhas (in 2012)
- José Barros (Zé Piguita)

## Trainers
- Celestino Mascarenhas (in 2012)

## Bekende spelers
- Caló, in 1996
- Adilson 'Gerson Araújo